# Proton Satria Neo
Proton Satria Neo – samochód osobowy typu hatchback produkowany przez malezyjski koncern Proton

## Historia modelu

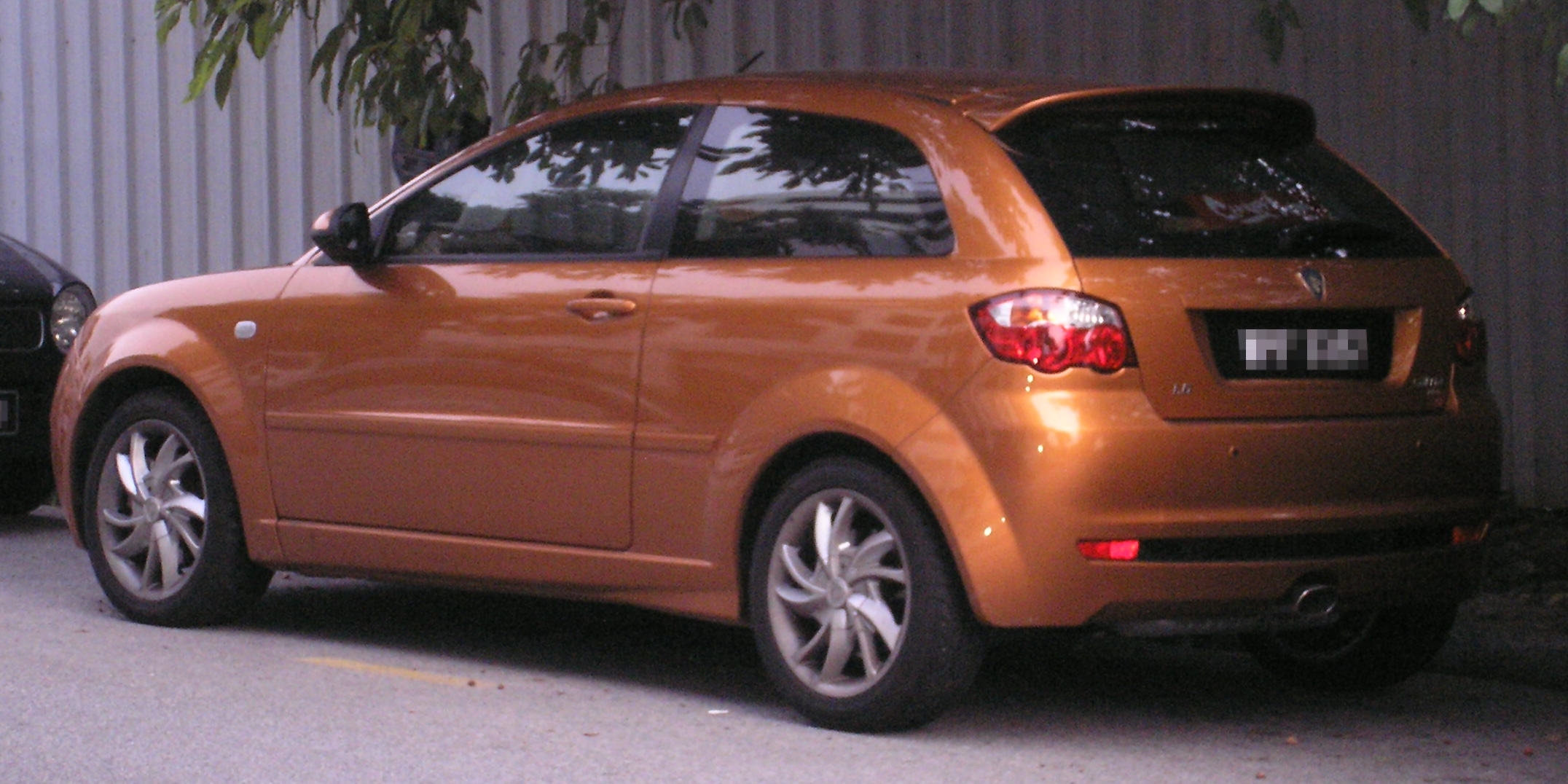
Proton Satria Neo - tył

Model Satria Neo powstał podobnie jak model Savvy i Gen-2 we współpracy z Lotusem. Jest to tym razem własna konstrukcja nie mając nic wspólnego z Mitsubishi. Proton Satria Neo to właściwie druga generacja modelu Satria. Satria Neo oferowana jest wyłącznie jako 3-drzwiowy hatchback. Model jest stosunkowo odważnie stylizowany. Sprzedaż prowadzona jest w Malezji, na dalekim wschodzie, w Irlandii, Wielkiej Brytanii oraz na Cyprze.